# Двухванная печь
Двухва́нная печь — металлургический агрегат для выплавки стали. Представляет собой комбинацию из двух ванн, в одной из которых шихта нагревается, в другой тепло отводится. Обе ванны внутри печи работают реверсивно.

## История
Впервые данная технология была применена в СССР на заводах в Магнитогорске и Череповце. Первые плавки по новой технологии прошли в 1964 и 1965 годах соответственно. Создание кислородных станций на металлургических заводах позволило создать условия для реконструкции обычных мартеновских печей в двухванные. К 1967 году производительность данных печей составила 1,5 млн тонн стали каждая.
Внедрение новой технологии шло проблематично. Министерство чёрной металлургии СССР было против данной технологии, так как считало, что оно уступает в производительности конвертерным цехам, и к 1972 в СССР было только две двухванных печи. После публикации в журнале «Огонёк» приказом Министра чёрной металлургии И. П. Казанца было принято решение о расширении числа двухванных печей на заводах СССР. В 1974 году двухванная печь заработала на заводе в Запорожье. В 1975 году за создание, освоение и внедрение в металлургию двухванных сталеплавильных агрегатов Вадиму Антипину, Валентину Сарычеву, Юрию Снегиреву, Валерию Плошкину, Николаю Лотареву была присуждена Государственная премия СССР.
В 1976 годах переоборудованных из мартенов в двухванные печи было выплавлено 12 млн тонн стали. Всего к 1991 году в России и на Украине работало 10 двухванных печей. На октябрь 2018 года в России имелся один двухванный сталеплавильный агрегат.

## Особенности технологии
К трудностям этой технологии относят угар металла, пылевыделение, сложность обслуживания, подсос воздуха, бурый дым. Особенностью двухванных печей является использование элементов, как конвертерного, так и мартеновского процесса, а также синхронизация работы двух ванн, соблюдение графика операций на них. Средняя длина цикла 3- 4 часа. Каждые 1,5—2 часа выпускаются плавки.